# 美国内战史：1861–1865
美国内战史：1861–1865是詹姆斯·福特·罗德斯创作的一本关于美国内战的历史著作，获1918年普利策历史奖。